# تشارلز رندل مابي

وهو سياسي أمريكي ينتمي إلى الحزب الجمهوري وكان حاكما على ولاية يوتا الأمريكية ولد تشارلز رندل مابي في 4 تشرين الأول من سنة 1877 في ولاية يوتا كان تشارلز رندل مابي قد شغل منصب حاكم ولاية يوتا ما بين عامي 1921 إلى عام 1925 توفي تشارلز رندل مابي في 26 نيسان من سنة 1959.